# Nemeshetés
Nemeshetés là một thị trấn thuộc hạt Zala, Hungary. Thị trấn này có diện tích 6,61 km², dân số năm 2010 là 306 người, mật độ 46 người/km².